# Jerónimo y Avileses
Jerónimo y Avileses es una pedanía perteneciente al municipio de Murcia, en la Región de Murcia (España). Ubicado en la comarca natural del Campo de Cartagena, pertenece al Campo de Murcia. Cuenta con una población de 1.643 habitantes (INE 2019) y una extensión de 39,437 km². Se encuentra a unos 33 km de Murcia y a una altura media de 115 metros sobre el nivel del mar.

## Geografía
Limita con:
- al norte y al este: Sucina
- al sur: municipios de San Javier y Torre Pacheco
- al noroeste: Gea y Truyols.

## Fiestas
Jerónimo y Avileses celebra todos los años a principios de julio, sus  fiestas patronales en honor a la Virgen del Carmen. En ellas, el pueblo se reúne varias noches y se llevan a cabo fiestas que entretienen y hacen feliz a este y, en especial, a aquellas peñas que se reúnen durante esos días de fiesta y son la parte más importantes en ellas. Por desgracia,  este tradicional evento que tanto gusta a pequeños, jóvenes, adultos y ancianos, se encuentra en plena decadencia como consecuencia  de la actual crisis económica. A pesar de ello, se sigue dedicando unos días en los que el pueblo de Avileses celebra sus fiestas, que todos los años, el 16 de julio (día de la patrona)  se dan por terminadas con un precioso castillo de fuegos artificiales y una procesión en honor a la Virgen.

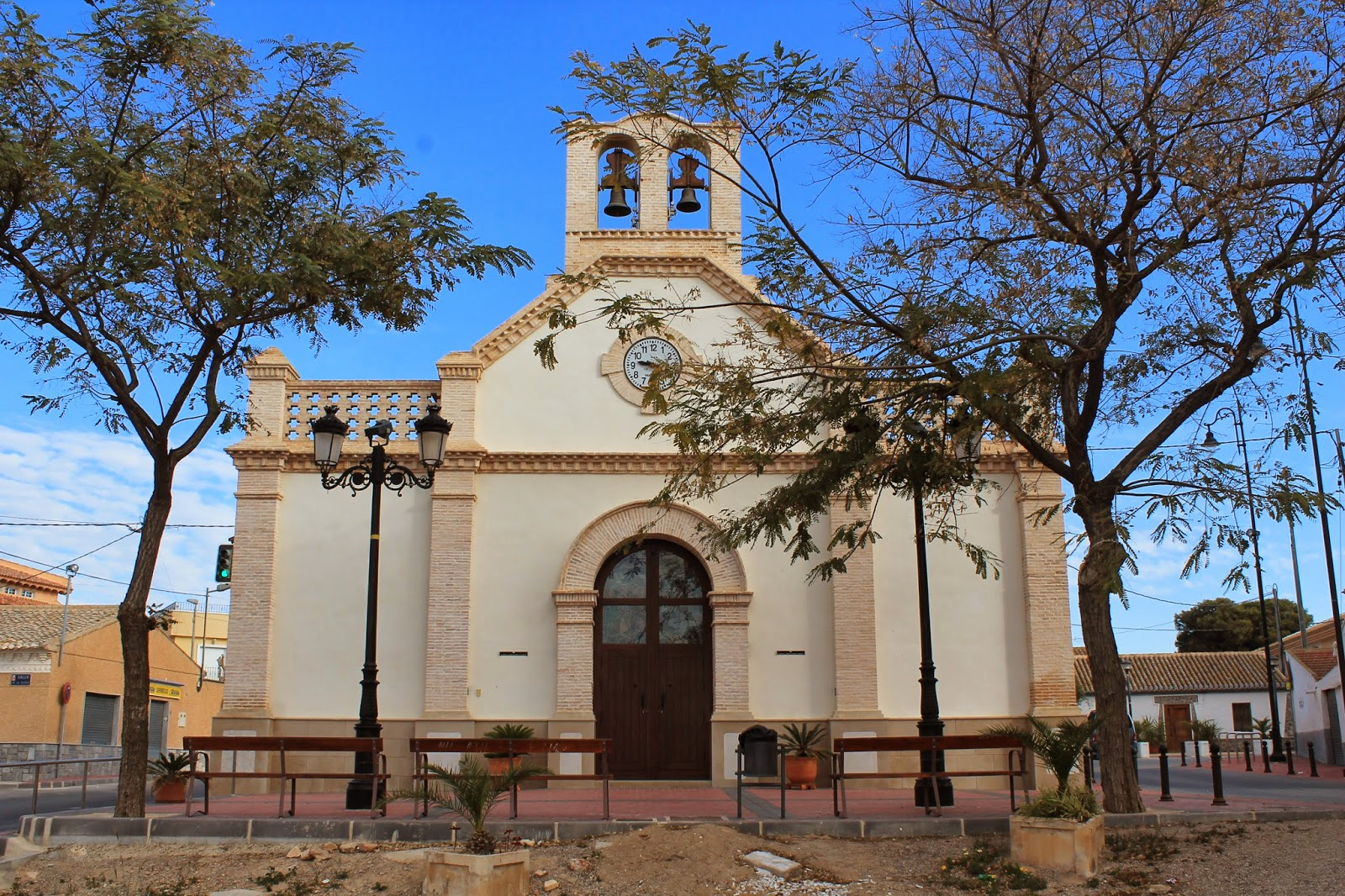
Nueva iglesia de Avileses.

## Educación
En cuanto a educación, Jerónimo y Avileses cuenta con un centro escolar en todo el pueblo, llamado CEIP Avileses.
En deportes, destacamos su pista al aire libre de futbito.

## Alcalde pedáneo
El alcalde pedáneo es Mariano Martínez Roca del Partido Popular.